# Fallicyzm

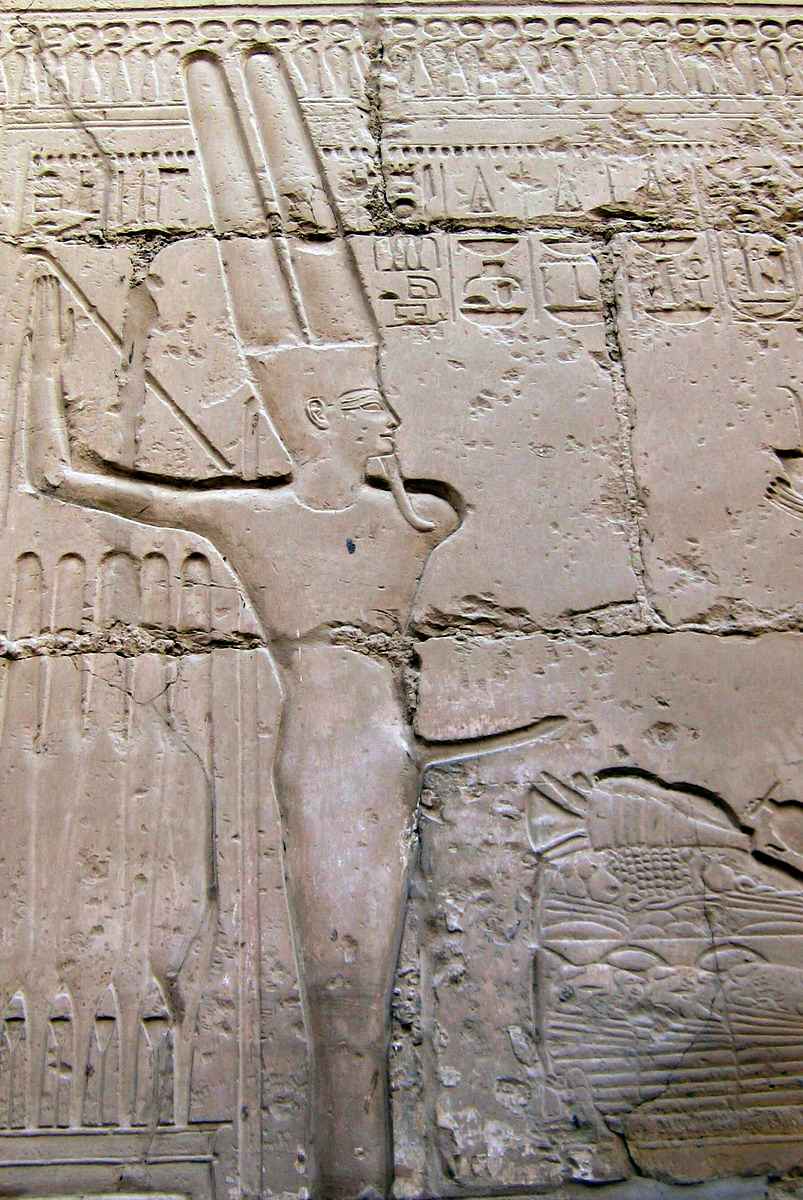
Egipski bóg Min w postaci ityfallicznej

Fallicyzm lub kult falliczny – kult bogów związanych z płodnością (także z rolnictwem) za pośrednictwem symboli wyobrażających męskiego członka w stanie wzwodu, czasem w połączeniu z odpowiadającym mu symbolem żeńskim. Symbole falliczne, symbolizujące potęgę twórczą, zazwyczaj umieszczano w świątyniach, czasem także przy drogach i placach. Kulty falliczne są szeroko rozpowszechnione w kulturach tradycyjnych:
- pradawnym bóstwem płodności starożytnych Egipcjan był ityfalliczny bóg Min[1];
- starogrecki bóg płodności Priap był też przedstawiany z wyraźnie zaznaczoną erekcją;
- skandynawskiego boga Freyra również wyobrażano w postaci fallicznej;
- charakter falliczny miały poświęcone Hermesowi przydrożne hermy w starożytnej Grecji;
- w starożytnym Egipcie podczas świąt ku czci Ozyrysa kobiety obnosiły lalki o długości 1 łokcia, z równie długim penisem poruszanym za pomocą sznurka;
- w państwie Chazarów przed przyjęciem judaizmu;
- w Kanadzie i w USA od lat osiemdziesiątych dwudziestego wieku – Kościół św. Priapa;
- domniemywany jest także falliczny charakter słowiańskiego Wołosa (Welesa) poprzez odniesienia do polskiego wał (wulg. „członek męski”)[2].